# Londerzeel
Londerzeel – miejscowość i gmina (gemeente) w Belgii, w Regionie Flamandzkim, w prowincji Brabancja Flamandzka, w okręgu Halle-Vilvoorde. 1 stycznia 2024 roku liczyła 19 404 mieszkańców.

## Podział administracyjny
W skład gminy wchodzą dwie dzielnice (deelgemeente):
- Malderen
- Steenhuffel

## Współpraca
Miejscowości partnerskie:
- Gladenbach, Niemcy